# Ciclismo ai Giochi della IX Olimpiade - Inseguimento a squadre
La competizione dell'inseguimento a squadre di ciclismo dei Giochi della IX Olimpiade si tenne nei giorni dal 5 al 6 agosto 1928 nei Paesi Bassi.

## Risultati

### 1º turno
Si disputò il 5 agosto. I vincitori delle serie più i migliori due ai quarti di finale.
| Pos. | Nazione | Atleti                                                                  | Tempo |
| ---- | ------- | ----------------------------------------------------------------------- | ----- |
| 1    | Belgio  | August Meuleman, Yves Van Massenhove Albert Muylle, Jean Van Buggenhout | ND    |
| 2    | Polonia | Józef Lange, Artur Reul Jan Zybert, Józef Oksiutycz                     |       |

| Pos. | Nazione | Atleti                                                         | Tempo     |
| ---- | ------- | -------------------------------------------------------------- | --------- |
| 1    | Francia | André Aumerle, Octave Dayen René Brossy, André Trantoul        |           |
| 2    | Cile    | Jorge Gamboa, Alejandro Vidal Carlos Rocuant, Eduardo Maillard | Raggiunti |

| Pos. | Nazione       | Atleti                                                     | Tempo     |
| ---- | ------------- | ---------------------------------------------------------- | --------- |
| 1    | Gran Bretagna | Harry Wyld, Lew Wyld Percy Wyld, Monty Southall            |           |
| 2    | Turchia       | Galip Cav, Yunus Nüzhet Unat Cavit Cav, Tacettin Öztürkmen | Raggiunti |

| Pos. | Nazione | Atleti                                                         | Tempo     |
| ---- | ------- | -------------------------------------------------------------- | --------- |
| 1    | Francia | André Aumerle, Octave Dayen René Brossy, André Trantoul        |           |
| 2    | Cile    | Jorge Gamboa, Alejandro Vidal Carlos Rocuant, Eduardo Maillard | Raggiunti |

| Pos. | Nazione     | Atleti                                                          | Tempo     |
| ---- | ----------- | --------------------------------------------------------------- | --------- |
| 1    | Paesi Bassi | Janus Braspennincx, Jan Maas Jan Pijnenburg, Piet van der Horst |           |
| 2    | Svizzera    | Erich Fäs, Gustave Moos Heinz Gilgen, J. Fischler               | Raggiunti |

| Pos. | Nazione  | Atleti                                                   | Tempo  |
| ---- | -------- | -------------------------------------------------------- | ------ |
| 1    | Germania | Josef Steger, Anton Joksch Kurt Einsiedel, Hans Dormbach | 5'13'8 |
| 2    | Canada   | Lew Elder, Jim Davies Andy Houting, William Peden        |        |

### Quarti di finale
Si disputarono il 5 agosto. I vincitori delle serie alle semifinali.
| Pos. | Nazione       | Atleti                                                                  | Tempo  |
| ---- | ------------- | ----------------------------------------------------------------------- | ------ |
| 1    | Gran Bretagna | Harry Wyld, Lew Wyld Percy Wyld, Monty Southall                         | 5'01"6 |
| 2    | Belgio        | August Meuleman, Yves Van Massenhove Albert Muylle, Jean Van Buggenhout |        |

| Pos. | Nazione     | Atleti                                                          | Tempo  |
| ---- | ----------- | --------------------------------------------------------------- | ------ |
| 1    | Paesi Bassi | Janus Braspennincx, Jan Maas Jan Pijnenburg, Piet van der Horst | 5'04"8 |
| 2    | Polonia     | Józef Lange, Artur Reul Jan Zybert, Józef Oksiutycz             |        |

| Pos. | Nazione | Atleti                                                  | Tempo  |
| ---- | ------- | ------------------------------------------------------- | ------ |
| 1    | Francia | André Aumerle, Octave Dayen René Brossy, André Trantoul | 5'07"0 |
| 2    | Canada  | Lew Elder, Jim Davies Andy Houting, William Peden       |        |

| Pos. | Nazione  | Atleti                                                        | Tempo  |
| ---- | -------- | ------------------------------------------------------------- | ------ |
| 1    | Italia   | Luigi Tasselli, Giacomo Gaioni Cesare Facciani, Mario Lusiani | 5'06"2 |
| 2    | Germania | Josef Steger, Anton Joksch Kurt Einsiedel, Hans Dormbach      |        |

### Semifinali
Si disputarono il 6 agosto. 
| Pos. | Nazione       | Atleti                                                        | Tempo  |
| ---- | ------------- | ------------------------------------------------------------- | ------ |
| 1    | Italia        | Luigi Tasselli, Giacomo Gaioni Cesare Facciani, Mario Lusiani | 5'02"6 |
| 2    | Gran Bretagna | Harry Wyld, Lew Wyld Percy Wyld, Monty Southall               |        |

| Pos. | Nazione     | Atleti                                                          | Tempo  |
| ---- | ----------- | --------------------------------------------------------------- | ------ |
| 1    | Paesi Bassi | Janus Braspennincx, Jan Maas Jan Pijnenburg, Piet van der Horst | 5'04"3 |
| 2    | Francia     | André Aumerle, Octave Dayen René Brossy, André Trantoul         |        |

### Finali
Si disputarono il 6 agosto.
| Pos.   | Nazione       | Atleti                                                  | Tempo  |
| ------ | ------------- | ------------------------------------------------------- | ------ |
| Bronzo | Gran Bretagna | Harry Wyld, Lew Wyld Percy Wyld, Monty Southall         | 5'01"8 |
| 4      | Francia       | André Aumerle, Octave Dayen René Brossy, André Trantoul |        |

| Pos.    | Nazione     | Atleti                                                          | Tempo  |
| ------- | ----------- | --------------------------------------------------------------- | ------ |
| Oro     | Italia      | Luigi Tasselli, Giacomo Gaioni Cesare Facciani, Mario Lusiani   | 5'06"2 |
| Argento | Paesi Bassi | Janus Braspennincx, Jan Maas Jan Pijnenburg, Piet van der Horst |        |